# Fouad Riad
Fouad Riad (Caïro, 8 oktober 1928 – 7 januari 2020) was een Egyptisch jurist. Als hoogleraar gaf hij les in internationaal privaatrecht aan de Universiteit van Caïro en aan verschillende universiteiten in andere landen. Verder was hij arbiter in internationale geschillen en was hij van 1995 tot 2001 rechter van het Joegoslavië-tribunaal.

## Levensloop
Riad behaalde in 1948 zijn graad in de rechten aan de Universiteit van Caïro, in 1951 zijn mastergraad in vergelijkende rechtswetenschappen aan de Universiteit van Cambridge en in 1954 zijn Ph.D. aan de Universiteit van Parijs. In 1992 ontving hij daarnaast een eredoctoraat van de Universiteit van Parijs XII. Hij beheerst het Arabisch, Engels en Frans.
In 1959 en 1960 was hij lid van het panel van juridische adviseurs van het Internationaal Atoomenergieagentschap in Wenen. In 1960 en 1961 was hij gastwetenschapper aan de Columbia-universiteit en in 1961 gastdocent aan de Universiteit van Californië in Berkeley. Verder was hij in 1963 hoogleraar aan de Haagsche Academie voor Internationaal Recht en was hij daar van 1965 tot 1966 studiedirecteur. In 1967 werd hij toegelaten tot de balie van Caïro.
Sinds 1966 was hij hoogleraar aan de Universiteit van Caïro en voorzitter van de faculteit van internationaal privaatrecht. Daarnaast was hij in 1980 en 1993 gasthoogleraar aan de Universiteit van Parijs I, V en XII, de Universiteit van Bordeaux en de Universiteit van Rennes. In 1982 was hij lid van het Law School-panel van de New York-universiteit voor de overdracht van technologie naar het Midden-Oosten. Verder was hij in 1977 en 1978 voorzitter van de plenaire commissie voor verdragen en statenopvolging van de Verenigde Naties. Hij was sinds 1990 voorzitter van het Egyptische genootschap van internationaal recht. Sinds 1983 is hij lid en van 1993 tot 1995 was hij vicevoorzitter van het Institut de Droit International.
Van 1995 tot 2001 was hij rechter van het Joegoslavië-tribunaal in Den Haag. Hier diende hij de termijn uit van zijn landgenoot Georges Abi-Saab die afscheid van het tribunaal had genomen om weer academische activiteiten op te pakken. Hier was hij onder meer verbonden aan de zaken tegen Miroslav Kvočka, Milojica Kos, Mlađo Radić, Zoran Žigić en Dragoljub Prcać. Verder was hij arbiter voor de Euro-Arabische Kamer van de Internationale Kamer van Koophandel in Parijs, het Afro-Aziatische Centrum voor Commerciële Arbitrage en de American Arbitration Association. Hij gaf verder juridisch advies op het gebied van olie- en gaskwesties, buitenlandse investeringen en internationale contacten.
Hij werd onderscheiden met de prijs voor vergelijkende wetenschappen en met de prijs voor internationaal recht, in beide gevallen door de Universiteit van Parijs. Verder ontving hij in 1993 de Egyptische staatsprijs.
Fouad Abdel-Moneim Riad overleed in 2020 op 91-jarige leeftijd.